# Peppe Zarbo
Giuseppe Zarbo, detto Peppe (Agrigento, 3 dicembre 1965), è un attore italiano.

## Biografia
Diplomatosi al Centro sperimentale di cinematografia di Roma, lavora in teatro, cinema e televisione. In teatro ha recitato tra l'altro in Marat/Sade di Peter Weiss, La crisi del teatro di Campanile, Uno sguardo dal ponte di Arthur Miller, al fianco di Michele Placido, e da protagonista in Liolà di Luigi Pirandello.
Dopo aver girato più di trenta cortometraggi, debutta sul grande schermo, dove lo ricordiamo nei film: Senza pelle (1994), regia di Alessandro D'Alatri, L'uomo delle stelle (1995), regia  di Giuseppe Tornatore, Il sindaco (1996), regia di Ugo Fabrizio Giordani, e La rumbera (1998), regia di Piero Vivarelli.
Diventa noto grazie al ruolo di Franco Boschi, che ha interpretato dal 1998 al 2023 nella soap opera di Rai 3, Un posto al sole, e partecipa a varie serie televisive.
Nel 2017 si trasferisce a Londra.
Nel 2021 è nel cast de L'incontro, per la regia di Salvatore Romano.
Nel 2021 fonda con Francesco Vitiello la società di produzione Studio Yubaba.
Nel 2024 è Direttore Artistico del Premio Internazionale Donnafugata.

## Filmografia

### Cinema
- L'anno del terrore, regia di John Frankenheimer (1991)
- Senza pelle, regia di Alessandro D'Alatri (1994)
- L'uomo delle stelle, regia di Giuseppe Tornatore (1995)
- Cuore cattivo, regia di Umberto Marino (1995)
- Cadabra, regia di Andrea Aurigemma, Fausto Brizzi e Alberto Vendemmiati (1996)
- Il sindaco, regia di Ugo Fabrizio Giordani (1996)
- La rumbera, regia di Piero Vivarelli (1998)
- L'incontro, regia di Salvatore Romano (2021)

### Televisione
- Dio vede e provvede, regia di Enrico Oldoini (1996) - serie TV
- La piovra 9 - Il patto, regia di Giacomo Battiato - miniserie TV (1998)
- Un posto al sole, registi vari (1998-2023)
- Una donna per amico 2, regia di Rossella Izzo - miniserie TV (1999)
- Le ragioni del cuore, regia di Luca Manfredi, Anna Di Francisca, Alberto Simone (2005) - miniserie TV

### Cortometraggi
- Le ragioni del no, regia di N. Calabrò
- Sud, regia di Paolo Franchi
- Per un po', regia di Mariano Lamberti - Premio Flaiano al Festival del Cortometraggio di Pescara
- Salotto int giorno, regia di Andrea Aurigemma
- Deep in the mirror (2011), regia di Carmen Siciliano
- Soapoperai (2000), regia di Luigi Di Fiore      •2023 Premio Internazionale Donna